# 2006 UR321
2006 UR321, também escrito como 2006 UR321, é um objeto transnetuniano que está localizado no Cinturão de Kuiper, uma região do Sistema Solar. Este corpo celeste é classificado como um provável plutino, pois, o mesmo está em uma ressonância orbital de 2:3 com o planeta Netuno. Ele possui uma magnitude absoluta de 6,6 e tem um diâmetro estimado com 88 km.

## Descoberta
2006 UR321 foi descoberto no dia 19 de outubro de 2006.

## Órbita
A órbita de 2006 UR321 tem uma excentricidade de 0,218 e possui um semieixo maior de 39,314 UA. O seu periélio leva o mesmo a uma distância de 30,734 UA em relação ao Sol e seu afélio a 47,894 UA.